# Oeric

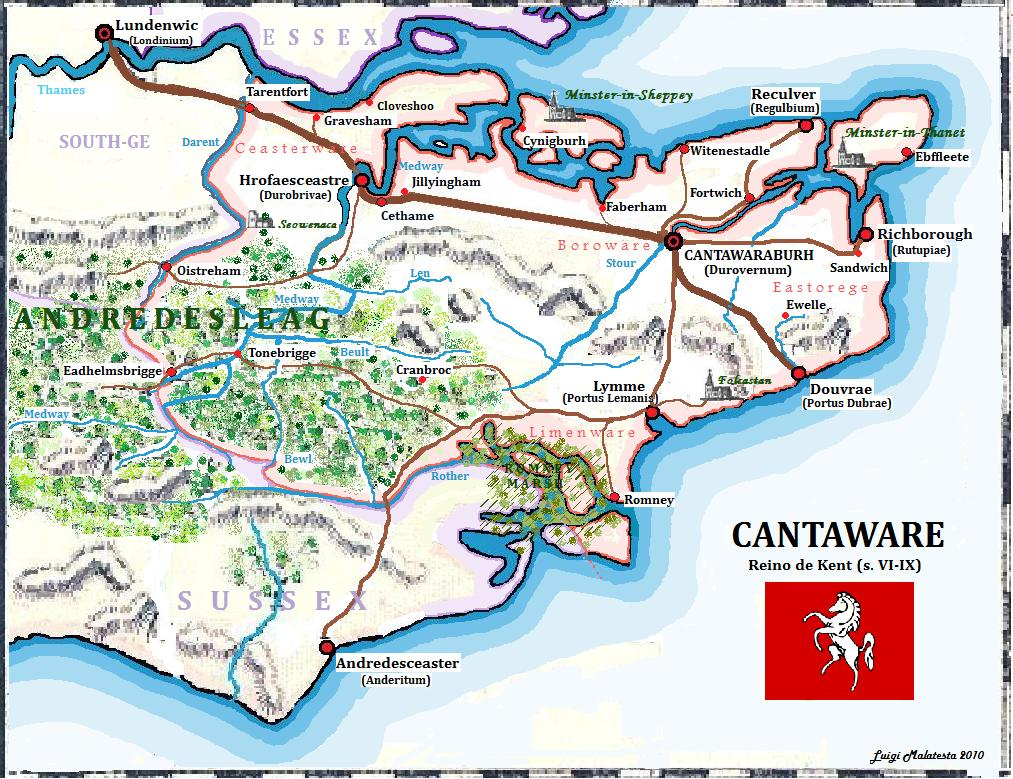
Kent in angelsächsischer Zeit

Oeric (auch Œric, Eoric, Oisc, Oese, Aesc oder Æsc; † um 512) gilt als ein früher König des angelsächsischen Königreiches Kent. Nach seinem Beinamen Oisc wurde das kentische Königsgeschlecht Oiscingas genannt.

## Leben und Legende
Ob es sich bei Oeric um eine historische Person oder um eine fiktive Figur der Legende handelt, ist, ebenso wie bei seinen Vorgängern Hengest und Horsa, nicht sicher. Zumindest seine Taten sind als eher mythisch einzustufen. Zeitgenössische Quellen fehlen und die Angelsächsische Chronik, die wichtigste Quelle zu ihm, stammt aus weit späterer Zeit.
Oeric war ein Sohn des Hengest und Vater des Ohta. Oeric begleitete seinen Vater Hengest und seinen Onkel Horsa, als diese um das Jahr 449 von Vortigern als Söldner nach Britannien geholt wurden, um mit ihren Männern gegen vom Norden her ins Land einfallende Stämme, die Pikten, zu kämpfen. Er trat zu dieser Zeit noch nicht weiter in Erscheinung. Als Sold erhielten Hengest und seine „sächsischen“ Gefolgsleute Land bei Ypwinesfleot im Südosten des Landes, das spätere Königreich Kent.
Später überwarfen sich Hengest und Horsa mit Vortigern und es kam 455 zu einer Schlacht bei Agælesþrep (Aylesford), in der Horsa fiel. Darauf machte Hengest sich und Oeric zu Königen von Kent. 457 siegten die beiden Könige in der blutigen Schlacht von Crecganford (Crayford, östlich von London) über die Briten, die aus Kent nach London flohen. Bei Wippedesfleote waren Hengest und Oeric 465 wieder gegen die Walas (Welsche, Kelten) siegreich und ein weiteres Mal im Jahr 473, als sie „unermessliche Beute“ erlangten. Hengest starb wohl im Jahr 488 und Oeric herrschte „24 Winter“ als alleiniger König. Wilhelm von Malmesbury, ein Geschichtsschreiber des 12. Jahrhunderts, schilderte Oeric als defensiven König, der nicht versuchte, sein Reich zu vergrößern, sondern zu schützen. Als sein Nachfolger gilt sein Sohn Ohta.